# Целувката на жената-паяк
„Целувката на жената-паяк“ е роман от аржентинеца Мануел Пуиг (1976). Върху него са базирани едноименните нискобюджетна американско-бразилска филмова продукция на режисьора Ектор Бабенко, театрална пиеса и мюзикъл.
Филмовата версия е от 1985 (по сценарий на Леонард Шрайдер) и е заснета в Сау Паулу, но е на английски: в главните роли играят Раул Хулия (Валентин) и Уилям Хърт (Молина), участва също и Соня Брага. За изпълнението си Хърт печели награда на фестивала в Кан и, на следващата година, Оскар.
Мюзикълът е поставен за пръв път през 1992 г. на Бродуей с музика на Джон Кандър и Фред Еб, композиторите на „Кабаре“ и „Чикаго“.